# Пирана (филм из 1978)
Пирана (енгл. Piranha) је амерички хорор филм из 1978. режисера Џоа Дантеа, са Хедер Менцис, Брадфордом Дилманом и Кевином Макартијем у главним улогама. Три године касније, Џејмс Камерон снимио је наставак, под именом Пирана 2: Мрешћење, а добио је и два римејка - први 1995. и други 2010. године.

## Радња
Меги Мекевон је у потрази за двоје несталих тинејџера, којима се последњи траг губи у Изгубљеном речном језеру. Упознаје се са Полом Гроганом, једним човеком који живи у близини и њега моли за помоћ. Желећи да исуше језеро, у ком су мислили да се налазе тела тинејџера за којима Меги трага, грешком ослобађају огроман број крволочних пирана, које су и мутирале од загађења за време Вијетнамског рата, те сада могу да се крећу и хладним речним водама. Др Роберт Хок им објашњава шта су радили и њих троје заједно покушавају да спрече пиране да пређу брану. Пол покушава да спаси своју ћерку из летњег кампа, до ког такође стижу пиране...

## Улоге
| Глумац            | Улога           |
| ----------------- | --------------- |
| Брадфорд Дилман   | Пол Гроган      |
| Хедер Менцис      | Меги Мекевон    |
| Кевин Макарти     | др Роберт Хок   |
| Кинан Вин         | Џек             |
| Барбара Стил      | др Менгерс      |
| Дик Милер         | Бак Гарднер     |
| Белинда Баласки   | Беци            |
| Брус Гордон       | Колонил Воксмен |
| Пол Бартел        | гдин Думонт     |
| Мелоди Томас Скот | Лора Дикинсон   |
| пас Џек Кардвел   | Бренди          |
| Бери Браун        | полицајац       |
| Шенон Колинс      | Сузи Гроган     |
| Шаун Нелсон       | Витни           |
| Ричард Дикон      | Ирл Љон         |
| Џон Сејлес        | стражар         |